# Bernd Schäfer (Schauspieler)

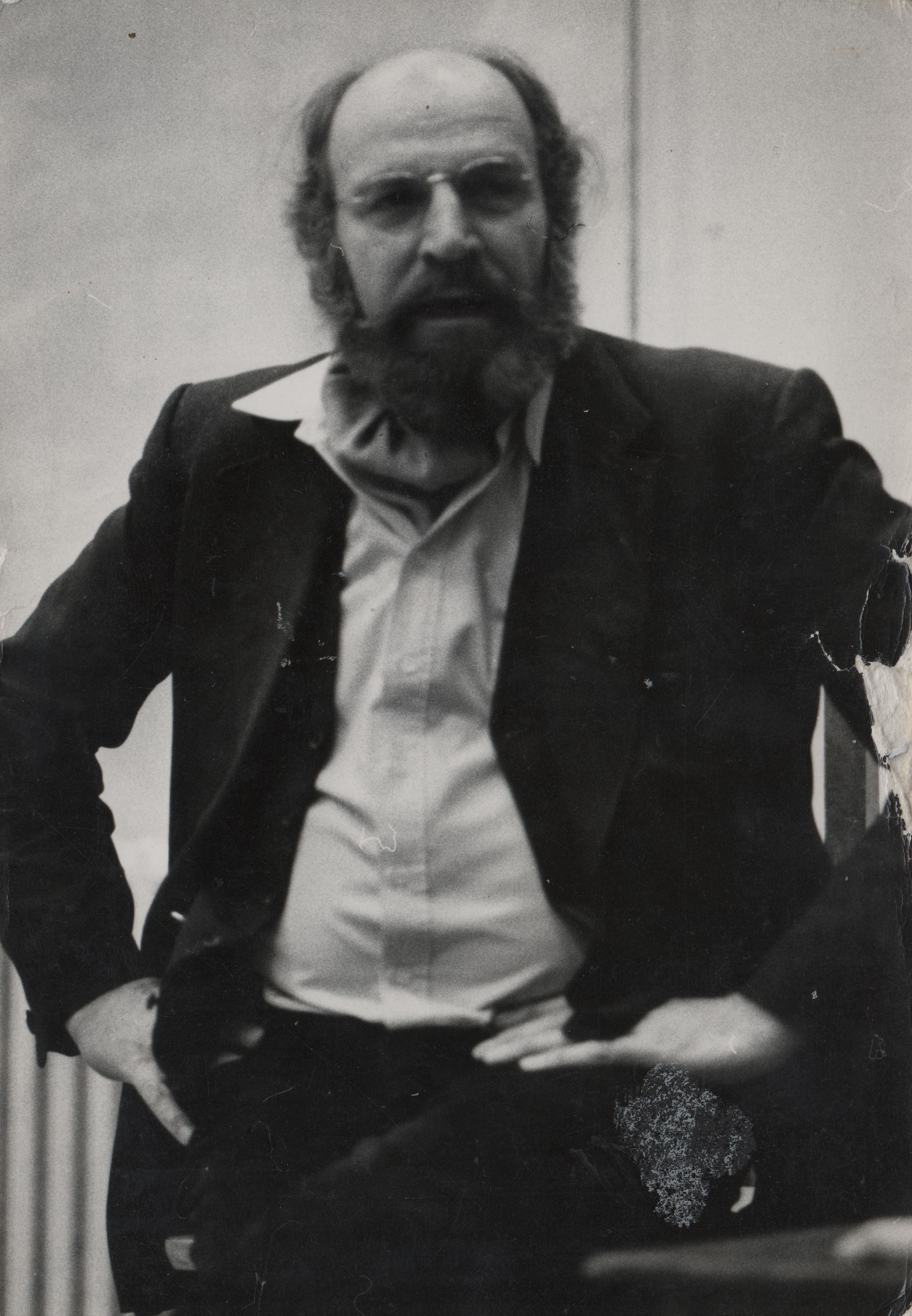
Bernd Schäfer, 1982

Bernd Schäfer, eigentlich Ernst Bernhard Schäfer, (* 14. Februar 1927 in Leipzig; † 25. April 1983 in Wuppertal) war ein deutscher Schauspieler. Er spielte viele Jahrzehnte an verschiedenen deutschsprachigen Bühnen, zuletzt am Staatstheater Wiesbaden und den Wuppertaler Bühnen. Im Fernsehen war er in Filmen und Serien zu sehen u. a. im Tatort.

## Leben
Seine ersten Theatereindrücke erhielt Bernd Schäfer als Schüler in Dresden, wohin seine Familie, als er noch Kind war, von Leipzig umgezogen war und er dort oft ins Theater ging. Doch erst als er mit seinen Eltern 1940 nach Berlin zog, und seine Schwester dort zur Schauspielerin ausgebildet wurde, erwachte in ihm der Wunsch, zur Bühne zu gehen. Er ging zunächst auf die Schauspielschule Bochum und später in die Ausbildung ans Schillertheater in Berlin unter Heinrich George. 1944 wurde Bernd Schäfer zum Kriegseinsatz einberufen. Zunächst in einem Werk, in dem Funkgeräte gebaut wurde, später dann als Soldat.
Bernd Schäfer begann seine Karriere nach dem Zweiten Weltkrieg 1946 am Theater Wittenberg. 1947 wechselte er ans Theater Cottbus und spielte dort u. a. Karl Moor in Die Räuber von Friedrich Schiller und Orest in Goethes Iphigenie auf Tauris. Weitere Stationen seiner Bühnenlaufbahn führten ihn 1949 an die Theaterstiftung Dessau, 1951 ans Staatstheater Dresden, 1952 ans Nationaltheater Weimar, 1953 und 1955 ans Landestheater Tübingen, 1955 an die Städt. Bühnen Dortmund, 1956 an die Landesbühne Hannover, 1957 an die Städt. Bühnen Ulm, 1957 an die Vereinigten Bühnen Graz, 1959 an die Städtische Bühnen Nürnberg-Fürth und schließlich 1969 ans Staatstheater Wiesbaden. In der Spielzeit 1979/1980 holte ihn Hellmuth Matiasek an die Wuppertaler Bühnen, wo er bis zu seinem Tod  im Jahr 1983 spielte. Seinen letzten großen Erfolg feierte er dort als Don Quijote in der Musical-Adaption Der Mann von La Mancha.
In den damals noch üblichen Rollenfächern spielte Schäfer zunächst als „Jugendlicher Held“ und später als „Charakterdarsteller“ alle großen Rollen des klassischen und modernen Theaters. Seit 1968 spielte er auch in  Fernsehfilmen und -serien mit u. a. Operation Walküre aus dem Jahr 1971. Bekannt wurde er an der Seite von Hansjörg Felmy und Willy Semmelrogge im Essener Tatort, wo er von 1974 bis 1980 deren Vorgesetzten Scheffner spielte.
Im Herbst 1968 wurde Bernd Schäfer an den Städtischen Bühnen Nürnberg Opfer einer vermeintlich politisch motivierten Nichtverlängerung seines Arbeitsvertrages, die scheinbar aufgrund seiner Teilnahme und seiner Aussagen im Rahmen von Demonstrationen gegen die Notstandsgesetze von 1968 ausgesprochen wurde. Es folgte eine öffentliche Debatte in der Presse, die auch den damaligen Generalintendanten Karl Pschigode sowie den Oberbürgermeister Andreas Urschlechter mit einbezog. Diese Debatte, in der Bernd Schäfer selbst nie angehört wurde, führte schließlich dazu, dass die Nichtverlängerung zurückgenommen und ihm eine Verlängerung seines Engagements angeboten wurde. Zu diesem Zeitpunkt hatte er aber bereits ein Engagement am Staatstheater Wiesbaden angenommen.
Schäfer war zuletzt in vierter Ehe mit der Kostümbildnerin Rita Schäfer, geb. Tappe, verheiratet. Er hat aus drei Ehen drei Kinder. Sein jüngster Sohn Michael Schäfer (* 1974 in Wiesbaden) ist ebenfalls Schauspieler und Regisseur.
Kurz vor seinem geplanten Umzug in die Nähe Wiesbadens für ein Engagement am Wiesbadener Staatstheater starb Bernd Schäfer am 25. April 1983 in seinem Wuppertaler Haus an Herzversagen.

## Filmographie

### Tatort
- 1974: Der Mann aus Zimmer 22, Folge 46
- 1974: Acht Jahre später, Folge:  39
- 1974: Zweikampf, Folge: 41
- 1975: Treffpunkt Friedhof, Folge: 56
- 1976: Abendstern, Folge: 68
- 1976: Fortuna III, Folge: 64
- 1976: Zwei Leben, Folge: 061
- 1977: Flieder für Jayczek, Folge: 72
- 1977: Spätlese, Folge: 75
- 1978: Rechnung mit einer Unbekannten, Folge: 87
- 1979: Die Kugel im Leib, Folge: 95
- 1980: Schönes Wochenende, Folge: 118
- 1980: Der Zeuge, Folge: 111

### Filme
- 1968: Die Reiter
- 1969: Alte Kameraden
- 1969: Al Capone im deutschen Wald
- 1969: Der Tanz des Sergeanten Musgrave
- 1970: Das Haus Lunjowo
- 1970: Durch die Wolken
- 1971: Die sich Christen nennen
- 1971: Arsène Lupin  -     La chimère du calife
- 1971: Operation Walküre
- 1971: Die Äneis  -       Episode 1.2
- 1972: Die rote Kapelle
- 1973: Die merkwürdige Lebensgeschichte des Friedrich Freiherrn von der Trenck - Die Gruft
- 1973: Frühbesprechung -      2x Lima
- 1973: Wenn alle anderen fehlen
- 1974: Unter Ausschluß der Öffentlichkeit - Kindesaussetzung
- 1975: Ein deutsches Attentat
- 1975: Vorsicht Falle! Nepper, Schlepper, Bauernfänger
- 1976: Münchnerinnen
- 1979: Unternehmen Rentnerkommune - kleines Lebewesen mit vier Buchstaben
- 1982: Ein Fall für zwei - Brandstiftung[6]

## Theater (Auswahl)
- Gorki, Maxim - Die Feinde
- Grillparzer, Franz - Medea
- Goethe, Johann Wolfg. - Iphigenie auf Tauris
- Goethe, Johann Wolfg. - Faust
- Lenz, Leo - Fünf Frauen um Adrian
- Shakespeare, William - Viel Lärm um nichts
- Goethe, Johann Wolfg. - Egmont
- Miller, Arthur - Alle meine Söhne
- Schiller, Friedrich - Die Karlsschüler
- Schiller, Friedrich - Maria Stuart
- Schiller, Friedrich - Kabale und Liebe
- Schiller, Friedrich -  Die Räuber
- Lessing, Gotthold Ephraim - Emilia Galotti
- Shakespeare, William - Der Widerspenstigen Zähmung
- Shakespeare, William - Viel Lärm um Nichts
- Shakespeare, William - Wie es euch gefällt
- Hauptmann, Gerhart - Die Weber
- Wassermann / Leigh - Der Mann von La Mancha
- Schwarz, Jewgeni - Der Drache
- Bruckner, Ferdinand - Früchte des Nichts
- Gogol, Nikolai - Der Revisor